# Brochet MB-80
Les Brochet MB-70 et Brochet MB-80 étaient des avions biplaces français d'école et de tourisme conçus par Maurice Brochet. Le premier fut commercialisé sur plans pour la construction amateur, alors que le second fit l'objet d'une petite série pour l'équipement des aéro-clubs nationaux.

## Brochet MB-70
En octobre 1949 trois constructeurs dont Maurice Brochet reçurent une commande du tout nouveau Service de l’Aviation Légère et Sportive (S.A.L.S.) pour la fourniture de deux prototypes d’un avion biplace pouvant être construit pas les amateurs ou les ateliers des clubs, l’objectif étant de relancer l’aviation sportive en France. Maurice Borchet proposa un monoplan à aile haute contreventée, biplace en tandem et double commande directement dérivé MB-60, dont il se distinguait principalement par un abaissement du pontage supérieur du fuselage pour accroitre le vitrage de cabine en assurant une visibilité à 360°. En outre les portes d'accès se relevaient vers le haut pour se plaquer conte l'intrados. La cellule, toujours construite en bois avec entoilage de la voilure, permettait de recevoir tout moteur de 45 à 105 ch.
Le prototype (F-WCZF) fut équipé d’un moteur Salmson en étoile de 45 ch fourni par l’état. Désigné MB-70, il effectua son premier vol le 28 janvier 1950 à Chavenay, piloté par André Deschamps et obtient son certificat de navigabilité en mai 1950 après des essais complets au CEV de Brétigny. Équipé d'un moteur à plat Minié de 75 ch, le second prototype (F-WCZG) fut désigné MB-71 et prend l’air à son tour le 7 avril 1950, toujours piloté par Deschamps. Il fut certifié à son tour en juillet 1950 et mis à la disposition du RSA de Lyon en juin et juillet 1951 pour essais pratiques. Le RSA suggéra quelques modifications, tandis que le SALS commandait une série de 10 appareils à répartir dans différents aéro-clubs. Le SALS recevra finalement des MB 80, le MB 70 étant réservé à la construction amateur.

### Versions
Une dizaine d'appareils ont été construits, six motorisations ayant été utilisées:
- MB-70 : Un Salmson 9 Adb de 45 ch en étoile. 2 exemplaires (F-BCZF et F-BCZT).
- MB-71 : Un Minié 4DC-32 de 75 ch à plat. 1 exemplaire (F-BCZG).
- MB-72  : Un constructeur amateur ayant demandé à équiper un exemplaire d'un moteur Continental A65 de 65 ch, le Darnaud-Brochet DB-72 devint le prototype de cette version dont 7 exemplaires furent réalisés. Soit le DB-72 (F-PSYG), deux MB-72 (F-PHJH et P-BGTS/F-PYQV) et trois appareils remotorisés : Les prototypes MB-70 et MB-71 et les MB-73 et MB-75.
- MB 73 : Un Continental A65-85 de 85 ch. Un exemplaire (F-PGIN).
- MB-74 : Un exemplaire (F-PEVY).
- MB-75 : Un exemplaire (F-PHJF).
- MB 76 : Un moteur Continental C90-14F de 90 ch. Un exemplaire (F-PFTI/F-PIYV).L'unique MB.76 à Chavenay en 1967.

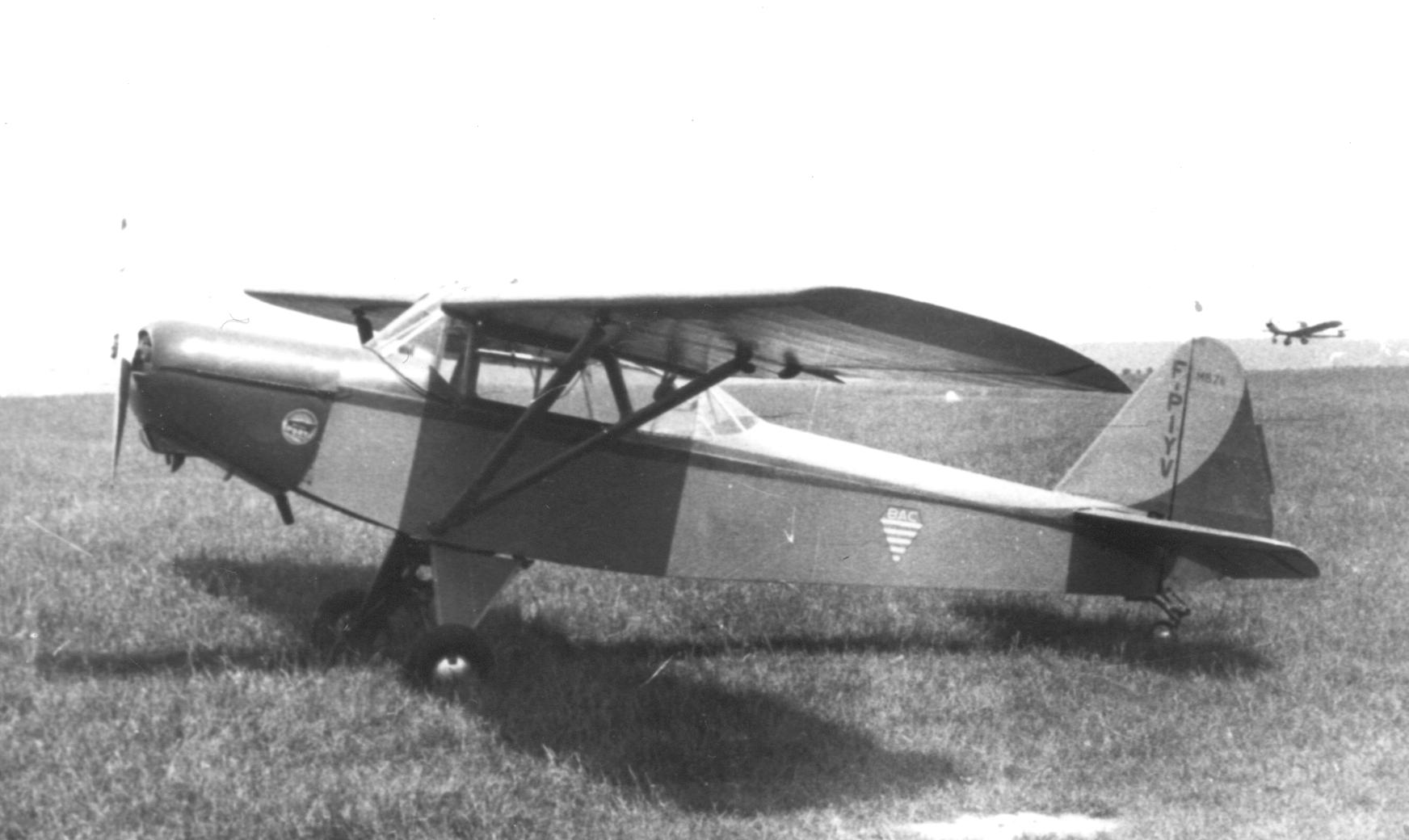
L'unique MB.76 à Chavenay en 1967.

## Le Brochet MB-80
Maurice Brochet décida de modifier le MB-70 avant livraison des 10 appareils commandés par le SALS en prenant en compte les observations du SALS après évaluation du prototype. Le fuselage fut donc élargi de 10 cm, le train principal équipé de jambes en porte à faux amorties par des ressorts à lames placés dans le fuselage, les surfaces mobiles d’empennage dotées de compensations aérodynamiques. Le MB-80 n° 1 effectua son premier vol le 4 octobre 1951 à Chavenay, piloté par André Deschamps. La certification fut délivrée le 6 juin 1952 et les dix appareils (F-BGLA à J) livrés à l’État français et dispersés dans les clubs.

### Versions
- MB-81 : Un onzième exemplaire, construit sur plans par l’aéro-club des usines Renault avec un moteur Hirth 500-B2 de 105 ch[3].
- MB 83 : Au moins 4 MB-80 ont été remotorisés avec un moteur Continental C90-14F de 90 ch (c/n 1, 5, 6 et 8).
- MB 84 : L'avant-dernier MB-80 a reçu un moteur Continental A65 de 65 ch. Il a ensuite été vendu en Grande-Bretagne.

## Sources
1. 1 2  Flight n° 2153 du 30 mars 1950 p.401
2. 1 2  « Avions Maurice Brochet Neauphle Le Chateau », sur avions.brochet.free.fr (consulté le 27 avril 2023).
3. ↑  Flight n° 2436 du 30 septembre 1955 p.558